# Bitwa pod Prudkiem
Bitwa pod Prudkiem – walki polskiego 15 pułku piechoty mjr. Bolesława Zaleskiego z oddziałami Grupy Mozyrskiej toczone w okresie wojny polsko-bolszewickiej.

## Sytuacja ogólna
14 maja 1920 ruszyła sowiecka ofensywa wojsk Frontu Zachodniego Michaiła Tuchaczewskiego. 15 Armia Augusta Korka i Grupa Północna Jewgienija Siergiejewa uderzyły na pozycje oddziałów polskich 8 Dywizji Piechoty i 1 Dywizji Litewsko-Białoruskiej w ogólnym kierunku na Głębokie. Wykonująca uderzenie pomocnicze 16 Armia Nikołaja Sołłohuba zaatakowała oddziały 4 Armii gen. Stanisława Szeptyckiego i podjęła próbę sforsowania Berezyny pod Murawą i Żukowcem oraz pod Żarnówkami i Niehoniczami. 
Wobec skomplikowanej sytuacji operacyjnej, 23 maja rozpoczął się ogólny odwrót wojsk polskich w kierunku zachodnim.
Po zatrzymaniu sowieckiej ofensywy Armia Rezerwowa gen. Kazimierza Sosnkowskiego, przy współudziale oddziałów 1. i 4 Armii, zepchnęła przeciwnika na linię rzek Auta i górna Berezyna. W pierwszej dekadzie czerwca front polsko-sowiecki na Białorusi ustabilizował się.
Na Ukrainie, w związku z przerwaniem polskiego frontu przez 1 Armię Konną Siemiona Budionnego, Naczelne Dowództwo Wojska Polskiego zarządziło generalny odwrót znad Dniepru. 18 czerwca odwrót rozpoczęła Grupa Poleska gen. Sikorskiego.
Wódz Naczelny Józef Piłsudski wydał rozkaz przeprowadzenia na północy serii wypadów na tyły sowieckie, aby stworzyć wrażenie przygotowywania natarcia dużych sił polskich. 
W tym czasie oddziały Grupy Poleskiej broniły dostępu do Mozyrza i Kalenkowicz.

## Działania pod Prudkiem
W związku z postępami sowieckiej ofensywy na Ukrainie 18 czerwca 1920 Grupa Poleska gen. Władysława Sikorskiego rozpoczęła odwrót znad Dniepru. 
15 pułk piechoty mjr. Bolesława Zaleskiego maszerował nad Turię w trzech niezależnych kolumnach, a 24 czerwca został zaatakowany przez oddziały sowieckiej kawalerii.
Pod Ogrodnikiem został zaskoczony i stoczył ciężką walkę II batalion pułku. Co prawda odparł nieprzyjaciela, ale poniósł duże straty. Równocześnie zaatakowane zostały pozostałe bataliony pułku i zmuszone do odwrotu na Mozyrz. Tym samym oskrzydlona została maszerująca na Prudek kolumna główną z pododdziałami pułkowymi. Właśnie w Prudku uderzyła na nie sowiecka kawaleria. Walką pododdziałów sztabowych dowodził mjr Zalewski, a walczyli z bronią w ręku oficerowie sztabu, pisarze, sanitariusze i taboryci. Kolumnę ocaliło dopiero nadejście dwóch kompanii II batalionu, które podczas walki z kawalerią zmieniły kierunek marszu i przypadkiem znalazły się w rejonie walk. Po odrzuceniu przeciwnika, kolumna dowódcy pułku wycofała się na linie Damarki.